# Pidonia hamifera
Pidonia hamifera là một loài bọ cánh cứng trong họ Cerambycidae.